# Medalierstwo

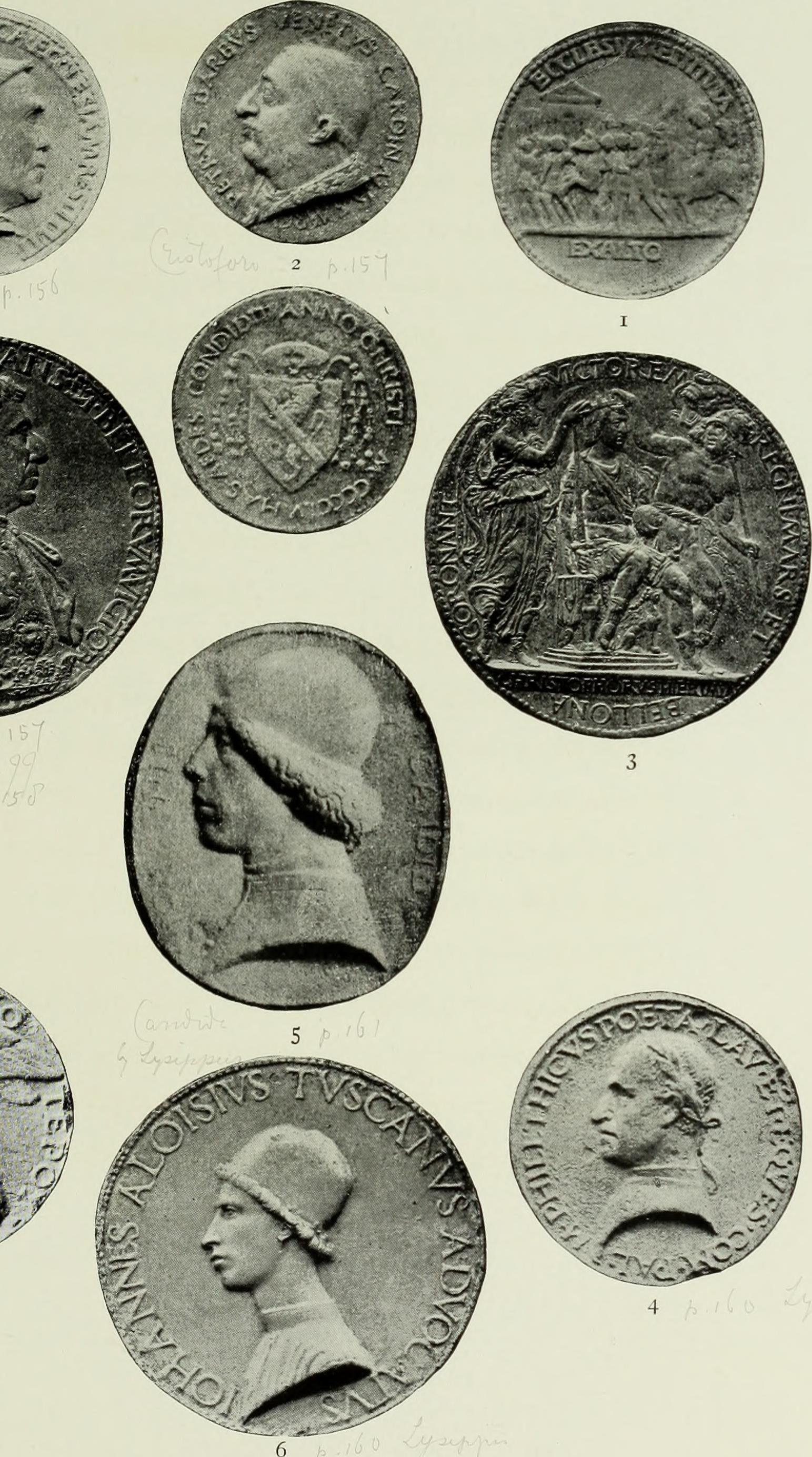
Przegląd włoskich medali, grafika z ok. 1904

Medalierstwo – dziedzina łącząca rzemiosło i sztuki plastyczne, obejmująca wykonywanie drobnych form rzeźbiarskich w formie medali, najczęściej w celu uczczenia jakiejś osoby lub wydarzenia. Medalierstwo jest dziedziną sztuki dekoracyjnej (rzemiosłem artystycznym), którą umieścić można pomiędzy numizmatyką, a złotnictwem i sztukami pięknymi.
Rozwój sztuki medalierskiej na świecie można obserwować wraz z rozwojem bicia monet. Wywodzą się z monety koronacyjnej. Różnią się brakiem nominału.
Medalier - to osoba zajmująca się tworzeniem i wyrobem orderów i medali.

## Medale
Nazwa medal pochodzi od łacińskiego odpowiednika medallum, który w języku włoskim został przekształcony w nazwę medaglia rozpowszechnioną w XVIII wieku. „[...] świadczą o swojej epoce tak jak inne dzieła sztuki, dowodem jest istnienie w ich formie aktualnych prądów artystycznych, upodobań i sposobów myślenia społeczeństwa.[...]” W przedstawieniach dominują wyobrażenia osób, zdarzeń, napisy, niektóre z nich znane są nam jedynie z rysunków lub zdjęć ponieważ zostały skradzione lub zaginęły. Forma medali współczesnych uległa zmianie i wciąż jest eksplorowana i na nowo poznawana. 
Są to dzieła sztuki małej wielkości, okrągłe lub wieloboczne w niektórych wypadkach, jednostronne lub dwustronne (posiadają tzw. awers i rewers; przedstawienia władców umieszczane były najczęściej na awersach), osiągające maksimum 5 – 20 centymetrów średnicy.
Nazywane bywają często medalikami (ich odmianą są żetony, sztony i marki; bardzo cienkie i małe), plakietami, plakietkami, medalionami (są większe niż medale i mogą być wykonane w innych materiałach np. kamień, stiuk) lub odznakami. Trzeba jednak zaznaczyć, że w niektórych wypadkach trudne jest rozróżnienie czym tak właściwie jest dany obiekt. Wynika to z mało precyzyjnych kryteriów oceny.
Głównymi rodzajami medali są medale: okolicznościowe, prywatne, religijne, fantazyjne (artystyczne), i inne oraz królewskie. Medale królewskie można podzielić na: elekcyjne, koronacyjne, ślubne, pośmiertne, pamiątkowe itp. Wręczane były najczęściej z jakiejś okazji w formie podziękowania, pamiątki, nagrody itp.

## Techniki wykonywania medali
| Nazwa techniki | Charakterystyka |
| -------------- | --- |
| Odlew          | Przy odlewaniu w formie artysta wykonuje wzór oryginału (jedno lub dwustronny), najczęściej drewniany, następnie sporządza negatyw do którego wlewa stopiony metal; w ten sposób powstały odlew jest następnie obrabiany przy pomocy rylca.                                                                             |
| Stemplowanie   | Pierwszym etapem jest przygotowanie patrycy, czyli części odbijającej wzór na krążku. Sporządza się ją poprzez wyrycie w stali wypukłego lub wklęsłego wzoru rewersu i awersu lub jednej ze stron. Następnie dokonywane jest hartowanie stali. Po tym procesie stempel jest gotowy i może posłużyć do wybijania medali. |
| Trybowanie     | Technika ta polega na oddzielnym wykuwaniu w małych blaszkach całej kompozycji i spajaniu ich ze sobą w całość. Odwrotna strona niż wybijana w tej technice jest stroną odbijającą. |
| Niello         | Technika ta wymaga wygrawerowania przedstawienia na srebrnym lub złotym krążku. Wgłębienia wypełnia się następnie specjalną czarną substancją. Na końcu należy całość wypolerować. |

W Polsce najczęściej stosowane są odlew i stemplowanie. Trybowanie stosowane jest rzadko, ze względu na mozolną pracę, której wymaga. Najrzadziej medale są wykonane w technice niello.